# Theritas margaritacea
Theritas margaritacea is een vlinder uit de familie van de Lycaenidae. De wetenschappelijke naam van de soort is voor het eerst geldig gepubliceerd in 1921 door Max Wilhelm Karl Draudt. De soort komt voor in Colombia.